# Il segreto del bosco vecchio
Pour plus de détails, voir Fiche technique et Distribution.
Il segreto del bosco vecchio ("Le secret du vieux bois") est un film italien réalisé par Ermanno Olmi, sorti en 1993.
Le film est une adaptation du deuxième roman de Dino Buzzati paru en italien en 1935 sous le titre Il segreto del bosco vecchio, dont la traduction française a été publiée en 1959 chez Robert Laffont sous le titre Le Secret du vieux bois.

## Fiche technique
- Titre original : Il segreto del bosco vecchio
- Réalisation : Ermanno Olmi
- Scénario : Ermanno Olmi d'après le roman de Dino Buzzati
- Photographie : Dante Spinotti
- Montage : Paolo Cottignola, Fabio Olmi
- Musique : Franco Piersanti
- Son :
- Décors : Paolo Biagetti
- Costumes : Maurizio Millenotti
- Production : Mario Cecchi Gori, Vittorio Cecchi Gori, Roberto Cicutto, Vincenzo De Leo
- Sociétés de production : Aura Film, Penta Film
- Sociétés de distribution : Penta Distribuzione
- Pays d'origine :  Italie
- Langue : Italien
- Format :  Couleur
- Genre : Film de fantasy
- Durée : 134 minutes (2 h 14)
- Dates de sortie
  -  Italie : 6 septembre 1993 (Mostra de Venise) / 1er octobre 1993 (sortie nationale)

## Distribution
- Paolo Villaggio : Col. Procolo
- Giulio Brogi : Bernardi
- Pietro Berton
- Renato Pais Bianco
- Federico Boschiero
- Stefano Carbogno
- Geltrude Carli
- Silvano Cett
- Renato Buzzo Contin
- Narciso De Bettin
- Ernesto de Martin Modolado
- Florio Zandegiacomo De Pasquale
- Bruno De Silvestro
- Gustavo Zandegiacomo De Zora
- Dario Dolmen
- Dino Golin
- Umberto Golin
- Luca Grandeis
- Giovanni De Luca Londa
- Mario Maniago
- Lino Pais Marden
- Dario Nicolai

## Récompenses et distinctions
- 1994 - David di Donatello
  - David di Donatello du meilleur directeur de la photographie pour Dante Spinotti
  - Nomination pour le David di Donatello des meilleurs costumes pour Maurizio Millenotti

- 1994 - Ruban d'argent
  - Ruban d'argent du meilleur acteur principal pour Paolo Villaggio
  - Nomination pour le Ruban d'argent de la meilleure photographie pour Dante Spinotti
  - Nomination pour le Ruban d'argent du meilleur décor pour Paolo Biagetti
  - Nomination pour le Ruban d'argent des meilleurs costumes pour Maurizio Millenotti

- 1994 - Globe d'or
  - Nomination pour le Globe d'or du meilleur acteur pour Paolo Villaggio
  - Nomination pour le Globe d'or de la meilleure photographie pour Dante Spinotti